# Fiskerhalvøen
 Der er for få eller ingen kildehenvisninger i denne artikel, hvilket er et problem. Du kan hjælpe ved at angive troværdige kilder til de påstande, som fremføres i artiklen.

Fiskerhalvøen (russisk: Полуостров Рыбачий, tr. Poluostrov Rybatjij; norsk: Fiskerhalvøya; finsk: Kalastajasaarento) er den nordligste del af det kontinentale Rusland. Den består af to dele: Srednij-halvøen (dansk: ~ mellemhalvøen), der er forbundet med kontinentet med en smal tange og selve Fiskerhalvøen, som er forbundet med Srednij med en tilsvarende smal tange. Halvøen er således omtrent omgivet af vand, mod nord Barentshavet og mod syd Motovskij bugten. Administrativt tilhører halvøen Petjengskij rajon i Murmansk oblast og ligger flere timers kørsel fra Murmansk.
Det vigtigste erhverv for befolkningen er rensdyravl og siden 2003 olieboring. 

## Historie
Halvøen ligger i et område hvor grænserne blev fastlagt forholdsvis sent. Den norsk-russiske grænse blev fastlagt i 1826, og placerede halvøen på den russiske side af grænsen. På det tidspunkt boede adskillige norske nybyggere på halvøen. 
Efter den russiske revolution i 1917 blev den vestlige del af Sredij og Fiskerhalvøen afstået til Finland. De blev overdraget til Sovjetunionen efter Vinterkrigen i 1940. De norske nybyggere levede i Sovjetunionen efter revolutionen, men nogle af deres efterkommere fik norsk statsborgerskab efter Sovjetunionens opløsning. 
Under 2. verdenskrig var området i 3 år skueplads for en stillingskrig mellem nazi-tyske og sovjetiske tropper. Halvøen dækkede indsejlingen til Murmansk og Arkhangelsk, som var de vigtigste havne for forsyningskonvojerne fra USA og Storbritannien. Fronten delte halvøen i to dele, som begge var kraftigt befæstede. 
Indtil Sovjetunionens opløsning var området militært område på grund af nærheden til Nato-medlemmet Norge. Nu er militæret fjernet, men området er fortsat lukket for udlændinge.